# Лалиначко језеро (слив Јерме)
Лалиначко језеро једна је од вештачких водених површина и у сливу реке  Нишаве, настала преграђивањем Јабланице притоке реке Јерме.

## Положај и пространство
Лалиначко језеро се налази у горњем сливу Јабланице, најзначајније притоке реке Јерме.

## Географске одлике
Лалиначко језеро је пастало преграђивањем тока реке Јабланице, образоване из више крашких врела у подножју врха Љубаш (1.399 н.в) који представља део кречњачког гребена Стража.
Језеро има потковичаст облик, максимална дужина је око 350 m, a површинa je око 4 ha. Максимална запремина језерског басена је 199.000 m3 воде са просечном дубином око 5 m.